# Allan Burns (Drehbuchautor)
Allan Burns (* 18. Mai 1935 in Baltimore, Maryland; † 30. Januar 2021 in Los Angeles, Kalifornien) war ein US-amerikanischer Drehbuchautor und Fernsehproduzent. Mit James L. Brooks war er Schöpfer verschiedener Sitcoms, so von The Munsters, Mary Tyler Moore und dessen Spin-off Rhoda.

## Leben
Burns wuchs als Sohn einer jüdischen Familie in Baltimore auf und studierte an der University of Oregon. Zu Beginn versuchte er sich als Cartoonzeichner. Seinen Einstieg hatte er als Page bei NBC und versuchte sich anschließend als Zeichner für Glückwunschkarten. Von dort aus gelangte er zum Fernsehen, wo er zunächst als Zeichner bei Rocky und Bullwinkle. Zusammen mit Chris Hayward erdachte er dann The Munsters. Als Nächstes folgte die Sitcom He & She, für die er einen Emmy erhielt. Für Mini-Max wurde er Hauptautor.
Zusammen mit James L. Brooks begann er dann an Room 222 zu arbeiten. Es folgten Mary Tyler Moore sowie die Spin-offs Rhoda und Lou Grant. Für Mary Tyler Moore erhielt er insgesamt fünf Emmys. 1979 schrieb er das Drehbuch zum Film Ich liebe dich – I Love You – Je t’aime, für das er eine Oscar-Nominierung erhielt.

## Filmografie
- 1964–1966: The Munsters
- 1965–1970: Mini-Max (Get Smart)
- 1967–1968: He and She
- 1969–1974: Room 222
- 1970–1977: Mary Tyler Moore (The Mary Tyler Moore Show)
- 1974–1978: Rhoda
- 1979: Butch & Sundance – Die frühen Jahre (Butch and Sundance: The Early Days)
- 1979: Ich liebe dich – I Love You – Je t’aime (A Little Romance)
- 1977–1982: Lou Grant
- 1988–1991: Familie Munster (The Munsters Today)